# Edgard Leuenroth

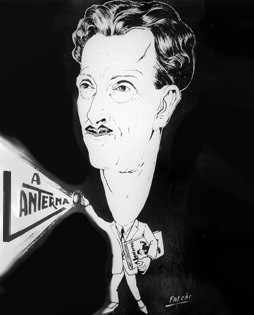
Edgard Leuenroth auf einer Karikatur mit seiner Zeitschrift A Lanterna

Edgard Leuenroth (* 31. Oktober 1881 in Mogi Mirim; † 29. September 1968 in São Paulo) war Drucker, Journalist, Aktivist und einer der bekanntesten brasilianischen Anarchisten dieser Zeit, in der Epoche der "República Velha" ("Die alte Republik") (1889–1930). Er wurde wegen seines politischen Engagements mehrmals verhaftet. Leuenroth war Journalist und, von 1909 bis 1916, Direktor  der antiklerikalen Zeitung "A Lanterna" ("Die Taschenlampe"), deren Herausgabe wurde 1933 wieder aufgenommen. Er begründete auch die Zeitung "A Plebe" ("Die Plebs"), ein wichtiges Organ der anarchistischen Presse und mit starkem Widerhall in der Arbeiterklasse in São Paulo und Rio de Janeiro. 1917 wurde er verurteilt als Förderer des "Greve de 1917" (Streik von 1917).
Nach seinem Tod hat seine Familie seine große Sammlung von Presseaufsätzen dem Institut für Philosophie, Geschichte und Soziologie (Instituto de Filosofia e Ciências Humanas) der Staatsuniversität von Campinas (Universidade Estadual de Campinas) geschenkt; das begründete das Archiv Edgard Leuenroth (Arquivo Edgard Leuenroth), eine der wichtigsten Quellen für brasilianischen Sozialbewegungen des 20. Jahrhunderts.